# Sarcostemma welwitschii
Sarcostemma welwitschii là một loài thực vật có hoa trong họ La bố ma. Loài này được Hiern miêu tả khoa học đầu tiên năm 1898.